# 3734 Waland
3734 Waland è un asteroide della fascia principale. Scoperto nel 1960, presenta un'orbita caratterizzata da un semiasse maggiore pari a 2,7468231 UA e da un'eccentricità di 0,0553601, inclinata di 3,47992° rispetto all'eclittica.
Fa parte della famiglia di asteroidi Agnia.
Dedicato in onore dell'ottico scozzese Robert L. Waland, che ha sviluppato nuove tecniche per la realizzazione delle ottiche dei telescopi Schmidt. Negli anni '60, mentre lavorava presso il Lunar and Planetary Laboratory dell'Università dell’Arizona, realizzò gli eccellenti specchi per il riflettore da 1,54 metri della Catalina Station. Waland è anche autore del libro Optics of the Cassegrain Telescope, pubblicato nel 1990.